# Guido Ceccherini
Guido Ceccherini (Pontedera, 1º dicembre 1906 – Roma, 22 giugno 1985) è stato un politico, partigiano e arbitro di calcio italiano.

## Biografia
Prese la tessera di arbitro di calcio nel 1927.. Fu arbitro del campionato italiano di calcio, per la sezione di Como. Ha diretto 6 gare in Serie A dal 1937 al 1941. Esordì nella partita Torino-Liguria (3-0) del 24 ottobre 1937 e arbitrò la sua ultima gara il 30 marzo 1941 in Genova 1893-Roma (0-0).
Antifascista, partigiano nelle formazioni osovane e uno dei fondatori del Partito Socialista Italiano in Friuli nel 1944. Passò con Giuseppe Saragat nei socialdemocratici e venne eletto deputato nel 1948. È stato sottosegretario alle Partecipazioni Statali nel governo Segni I; ai Lavori Pubblici nel Fanfani II e IV; all'interno nel Moro I, II e III; al tesoro nel Rumor I; alle Poste e Telecomunicazioni nel Rumor III. Curiosamente nei primi due incarichi il suo ministro di riferimento era Giuseppe Togni e il Presidente della repubblica Giovanni Gronchi entrambi suoi concittadini di Pontedera. Nel 1976 conclude l'attività parlamentare con l'avvento della nuova dirigenza del suo partito.
Muore il 22 giugno del 1985 all'età di 78 anni.